# Жедр
Жедр (фр. Gèdre) — колишній муніципалітет у Франції, у регіоні Окситанія, департамент Верхні Піренеї. Населення — 250 осіб (2011).
Муніципалітет був розташований на відстані близько 700 км на південь від Парижа, 150 км на південний захід від Тулузи, 50 км на південь від Тарба.

## Історія
До 2015 року муніципалітет перебував у складі регіону Південь-Піренеї. Від 1 січня 2016 року належав до нового об'єднаного регіону Окситанія.
1 січня 2016 року Жедр і Гаварні було об'єднано в новий муніципалітет Гаварні-Жедр.

## Демографія
Динаміка населення (INSEE ):
Розподіл населення за віком та статтю (2006):
| Стать | Всього | До 15 років | 15-24 | 25-44 | 45-64 | 65-85 | Понад 85 |
| --- | ------ | ----------- | ----- | ----- | ----- | ----- | -------- |
| Чоловіки | 136    | 16          | 16    | 36    | 48    | 20    | 0        |
| Жінки | 136    | 0           | 16    | 28    | 60    | 28    | 4        |
| \| Статево-вікова піраміда \| Статево-вікова піраміда \| Статево-вікова піраміда \| \| ----------------------- \| ----------------------- \| ----------------------- \| \| Чоловіки \| Вік \| Жінки \| \| 0 \| 85 + \| 4 \| \| 4 \| 80-84 \| 8 \| \| 4 \| 75-79 \| 8 \| \| 4 \| 70-74 \| 8 \| \| 8 \| 65-69 \| 4 \| \| 16 \| 60-64 \| 20 \| \| 12 \| 55-59 \| 12 \| \| 16 \| 50-54 \| 12 \| \| 4 \| 45-49 \| 16 \| \| 20 \| 40-44 \| 8 \| \| 8 \| 35-39 \| 12 \| \| 4 \| 30-34 \| 4 \| \| 4 \| 25-29 \| 4 \| \| 4 \| 20-24 \| 8 \| \| 12 \| 15-20 \| 8 \| \| 4 \| 10-14 \| 0 \| \| 8 \| 5-9 \| 0 \| \| 4 \| 0-4 \| 0 \| |        |             |       |       |       |       |          |
| Статево-вікова піраміда |        |             |       |       |       |       |          |
| Чоловіки | Вік    | Жінки       |       |       |       |       |          |
| 0 | 85 +   | 4           |       |       |       |       |          |
| 4 | 80-84  | 8           |       |       |       |       |          |
| 4 | 75-79  | 8           |       |       |       |       |          |
| 4 | 70-74  | 8           |       |       |       |       |          |
| 8 | 65-69  | 4           |       |       |       |       |          |
| 16 | 60-64  | 20          |       |       |       |       |          |
| 12 | 55-59  | 12          |       |       |       |       |          |
| 16 | 50-54  | 12          |       |       |       |       |          |
| 4 | 45-49  | 16          |       |       |       |       |          |
| 20 | 40-44  | 8           |       |       |       |       |          |
| 8 | 35-39  | 12          |       |       |       |       |          |
| 4 | 30-34  | 4           |       |       |       |       |          |
| 4 | 25-29  | 4           |       |       |       |       |          |
| 4 | 20-24  | 8           |       |       |       |       |          |
| 12 | 15-20  | 8           |       |       |       |       |          |
| 4 | 10-14  | 0           |       |       |       |       |          |
| 8 | 5-9    | 0           |       |       |       |       |          |
| 4 | 0-4    | 0           |       |       |       |       |          |

## Економіка
2010 року серед 144 осіб працездатного віку (15—64 років) 114 були активними, 30 — неактивними (показник активності 79,2%, у 1999 році було 75,5%). З 114 активних мешканців працювало 110 осіб (62 чоловіки та 48 жінок), безробітними було 4 (1 чоловік та 3 жінки). Серед 30 неактивних 3 особи були учнями чи студентами, 19 — пенсіонерами, 8 були неактивними з інших причин.

У 2010 році в муніципалітеті числилось 122 оподатковані домогосподарства, у яких проживали 270,0 особи, медіана доходів виносила 15 643 євро на одного особоспоживача